# Macrojoppa fulva
Macrojoppa fulva là một loài tò vò trong họ Ichneumonidae.